# جان دوبوي
جان دوبوي (بالفرنسية: Jean Dupuy)‏ هو صحفي وسياسي فرنسي، ولد في 1 أكتوبر 1844 في فرنسا، وتوفي في 31 ديسمبر 1919 في باريس في فرنسا. حزبياً، نشط في التحالف الجمهوري الديمقراطي. وقد انتخب رئيس ‏  (1897 – 1919) وانتخب وزير الزراعة وانتخب عضو مجلس الشيوخ في الجمهورية الفرنسية الثالثة.